# Berghökgök
Berghökgök (Hierococcyx bocki) är en fågel i familjen gökar inom ordningen gökfåglar.

## Utseende och läte
Berghökgöken är en stor (30–32 cm) och långstjärtad gök med ett distinkt hökliknande utseende. Om den ses väl, notera mörkgrå rygg, rostfärgat bröst och buken tvärbandad i vitt. Ungfågeln har streckad strupe och brunare ovansida. Lätet beskrivs som ett genomträngande och repetativt "wit-CHEW-WEE".

## Utbredning och systematik
Berghökgök förekommer på Malackahalvön, Borneo och Sumatra. Den behandlas som monotypisk, det vill säga att den inte delas in i några underarter, men betraktas ibland som underart till större hökgök (H. sparveroides). Arten tros vara systerart till en klad bestående av större hökgök och indisk hökgök.

## Levnadssätt
Arten hittas i bergsskog på mellan 1100 och 1800 meters höjd på Malackahalvön, 900–1600 meter på Sumatra och 800–2000 meter på Borneo. Liksom de flesta hökgökar påträffas den ofta sitta dolt inne i höga träd. Födan rapporteras bestå av fjärilslarver, gräshoppor, kackerlackor, myror, spindlar, fågelägg, bär och andra frukter. Arten är boparasit, bland annat hos brunhättad fnittertrast på Malackahalvön. Flygga ungar har noterats på Sumatra i juni.

## Status och hot
Arten har ett stort utbredningsområde, men tros minska i antal, dock inte tillräckligt kraftigt för att den ska betraktas som hotad. Internationella naturvårdsunionen IUCN listar arten som livskraftig (LC).

## Namn
Fågelns vetenskapliga artnamn hedrar Carl Alfred Bock (1849-1932), norsk upptäcktsresande och samlare av specimen bland annat i Ostindien 1878-1880.